# USS William D. Porter (DD-579)
USS William D. Porter (DD-579) (рус.«Уильям Д. Портер») — эскадренный миноносец типа «Флетчер», в период Второй мировой войны входил в состав ВМС США. Назван в честь флаг-офицера времён Гражданской войны Уильяма Дэвида Портера. Погиб в результате атаки японского самолёта камикадзе 10 июня 1945 года.

## Общие сведения
Эсминец был заложен 7 мая 1942 года на верфи Consolidated Steel Corporation в Ориндже, штат Техас. Спущен на воду 27 сентября 1942 года и сдан в эксплуатацию 6 июля 1943 года, под командованием лейтенант-коммандера Уилфреда А. Уолтера.

## Служба
USS William D. Porter покинул Ориндж вскоре после ввода в строй. В октябре 1943 года участвовал в учениях ВМС США в Норфолке с авианосцем Intrepid (CV-11).

### Атака на президента
12 ноября 1943 года эсминец ушёл из Норфолка на встречу с линкором USS Iowa. Линкор перевозил президента США Франклина Д. Рузвельта в Каир, откуда самолётом тот должен был попасть в Тегеран на конференцию с главами стран антигитлеровской коалиции.
При отходе от причала задним ходом эсминец зацепил не до конца выбранным якорем стоящий рядом однотипный эсминец, оборвал ему леера, спасательные плотики и шлюпку.
На следующий день эсминец, вступивший в эскорт линкора USS Iowa (BB-61), в результате шторма потерял стоявшую на боевом взводе глубинную бомбу, которая взорвавшись, внесла суматоху в строй кораблей, а также волной от взрыва в море смыло матроса и часть корабельного имущества. Ввиду секретности миссии и для обеспечения безопасности (отряд находился в зоне активных действий немецких подводных лодок) на все время похода действовал строгий приказ сохранять радиомолчание, поэтому USS William D. Porter не смог оперативно сообщить о проишествии, так что некоторое время эскорт пытался «выбомбить» затаившуюся немецкую подводную лодку. Вскоре после разрешения ситуации с борта «Вилли Ди» на флагман пришло сообщение о неисправности котла № 3, ввиду чего эсминец выпал из ордера, пока разводил пары в котле № 4.
Следующее утро 14 ноября выдалось ясным, и командир соединения адмирал Эрнест Дж. Кинг по просьбе Рузвельта устроил учения для зенитчиков. С борта USS Iowa (BB-61) были выпущены воздушные шары, имитирующие цели. Подавляющее число их было сбито зенитчиками линкора. Кроме того, эсминцы должны были произвести учебное торпедирование крупной надводной цели, которую изображал сам линкор. Отличие учебных стрельб от боевых было одно: перед стрельбой из торпедных аппаратов должны быть извлечены стартовые заряды, отвечающие за выход торпеды из аппарата. Из-за халатности торпедиста Лоутона Доусона в трубе № 2 стартовый заряд извлечён не был, вследствие чего было произведено боевое торпедирование. USS William D. Porter попытался сообщить об инциденте на USS Iowa, используя световую сигнализацию, так как приказ на радиомолчание по-прежнему был в силе. Но вначале эсминец неверно определил направление движения торпеды, потом сигнальщик перепутал сигнал, передав «Даю полный назад». Времени не оставалось, и эсминец нарушил приказ, передав на флагман радиосообщение о торпедной атаке. Информация дошла до Рузвельта, который попросил передвинуть его инвалидное кресло к борту линкора, чтобы видеть происходящее. Линкор совершил поворот, чтобы избежать попадания торпеды, и, по флотской легенде, навёл на эсминец орудия из опасения, что члены его команды участвуют в заговоре против президента.
Торпеда взорвалась в кильватерном следе линкора примерно в 300 ярдах (около 274 м) за кормой. Позже Рузвельт оставил об этом такую запись в своём дневнике: «В понедельник были учебные стрельбы. „Портер“ по ошибке выпустил в нас торпеду. Мы видели её — промазала на тысячу футов». Весь инцидент произошёл в течение примерно 4 минут, с выстрела торпедного аппарата в 14:36 до подрыва торпеды в 14:40.
По разбору происшествия на весь корабль и его команду, впервые в истории американских ВМС, был наложен арест. Эсминец был отправлен на Бермудские острова для расследования. Торпедист Лоутон Доусон был приговорён к 14 годам каторги, однако президент Рузвельт вмешался и попросил помиловать моряка. Подобные инциденты часто случались и с другими боевыми кораблями с неопытной и плохо слаженной командой, но данный случай стал одним из известных. После происшествия за эсминцем закрепилось неофициальное прозвище «Тупой республиканец». Лейтенант-коммандер Уолтер не был отстранён от командования кораблём и прослужил на нём до 30 мая 1944 года. Впоследствии он командовал и другими кораблями и в конце концов стал контр-адмиралом.
USS William D. Porter пробыл на Бермудах с 16 по 23 ноября 1943 года, и в судовом журнале нет никаких указаний на арест всего экипажа в этот период или на наличие морской пехоты вокруг корабля.
25 ноября, USS William D. Porter вернулся в Норфолк и начал подготовку для перехода на Тихий океан. 4 декабря эсминец миновал Тринидад, а 12 декабря прошёл Панамский канал, после чего взял курс на Сан-Диего, где совершил остановку с 19 по 21 декабря, чтобы взять тёплую одежду и другие вещи для прохождения службы на Алеутских островах.

### Тихоокеанская служба
29 декабря 1943 года эсминец USS William D. Porter прибыл в Датч-Харбор, о. Уналашка, присоединившись к Task Force 94 (TF94). 2 января 1944 года покинул Датч-Харбор и через два дня пришёл в Адак. В течение января TF94 занимается боевой подготовкой и проводит учения. 4 марта в составе TF94 эсминец участвует в подавлении зенитных батарей в бухте Сурибаци (ныне бухта Океанская), на о. Парамушир и получает повреждения в результате шторма. В мае-июне 1944 года ходит между различными островами Алеутской гряды, выступая в основном противолодочным эскортом.
30 мая 1944 года коммандер Чарльз М. Кейес сменяет Уилфреда А. Уолтера на должности командира корабля.
10 июня эсминец вышел из Атту и направился к Курильским островам. Он и остальные корабли TF94 достигли своей цели ранним утром 13-го и в 5:13 открыли огонь по острову Матуа. Через 20 минут на радаре USS William D. Porter появился неопознанный корабль, движущийся со скоростью свыше 55 узлов. Операторы идентифицировали цель как японский торпедный катер, и эсминец перенёс огонь на него. Вскоре цель исчезла с экрана радара, предположительно погибнув от огня TF94.
24 июня эсминец в составе TF94 ушёл из Атту во второй поход на Курилы. Через два дня в постоянно уплотняющемся тумане TF94 подошло к Парамуширу. В густом тумане при видимости около 180 метров эсминец произвёл обстрел побережья и TF94 вернулось на Алеутские острова.
Следующий месяц был занят учениями, после которых состоялся третий поход на Курилы. 1 августа соединение TF94 прибыло в залив Кулук. На следующий день при попытке выйти на огневую позицию TF94 было обнаружено и атаковано японским бомбардировщиком G4M и вернулось назад. Это стало единственным интересным событием всего похода, так как на следующий день обстрел побережья был отменён из-за плохой погоды и обнаружения отряда японским самолётом-разведчиком. Эсминец бросил якорь в Атту 4 августа.
Следующий месяц корабль провёл в противолодочных патрулях, после чего покинул Алеутские острова, направившись в Сан-Франциско для подготовки к службе на западе Тихого океана. Очередная флотская легенда гласит, что и здесь не обошлось без ЧП. Незадолго до отхода в Сан-Франциско одна из башен ГК произвела несанкционированный выстрел в сторону собственного побережья. 127-мм снаряд прилетел в палисадник коменданта военно-морской базы (по другой версии — в расположение штаба американского гарнизона), но по счастливой случайности обошлось без жертв.
По окончании ремонта 27 сентября 1944 года эсминец William D. Porter вышел из Сан-Франциско и 2 октября достиг о. Оаху. Следующие две недели прошли в тренировках в Перл-Харборе. 18 октября поход на запад продолжился, а в начале ноября эсминец сопровождал вооружённый транспорт «Алшайн» (AKA-55) через Голландию (ныне г. Джаяпура, о. Новая Гвинея) в Лейте.

### Филиппинская кампания
24 сентября, 1943 год, Чарльстон
Хотя USS William D. Porter прибыл на тихоокеанский ТВД слишком поздно, чтобы принять участие в самом вторжении на Лейте, боевые действия продолжались там и после его прибытия в залив Сан-Педро. Вскоре после того как эсминец стал там на якорь, японские самолёты атаковали корабли на рейде. Первый самолёт упал от огня соседнего эсминца до входа в зону поражения USS William D. Porter. Второму удалось прорваться несколько дальше, и 127-мм пушки «Вилли Ди» присоединились к шквалу огня, сбившему японца.
Остаток года USS William D. Porter проводил корабли между о. Лейте, Голландией, о. Манус, о. Бугенвиль и о. Миндоро. 21 декабря при переходе из Лейте в Миндоро он вновь столкнулся с авиацией противника. Два бомбардировщика сумели спикировать и сбросить несколько бомб около конвоя. Несмотря на то, что эсминец открыл огонь почти сразу, как появились враги, ему не удалось повредить или уничтожить самолёты, хотя их бомбы также не достигли цели. Вскоре после этого конвой подвергся атаке ещё четырёх самолётов противника. USS William D. Porter сконцентрировал огонь на ближайшей паре, и один из бомбардировщиков был сбит. Второй уничтожили другие эсминцы эскорта, а остальные два самолёта, по-видимому, ушли без повреждений. До полуночи конвой сопровождали японские самолёты, но атаки так и не последовало. На следующее утро отряд наткнулся на гружёную брошенную японскую десантную баржу и потопил её. По окончании похода 26 декабря эсминец вернулся в залив Сан-Педро и начал подготовку к вторжению на Лусон.
Для участия в битве за Лусон USS William D. Porter был придан группе огневой поддержки TG 77.2 вице-адмирала Джесси Б. Олдендорфа. Эсминец покинул залив Сан-Педро 2 января 1945 года и вошёл в состав группы на следующий день в заливе Лейте. Затем вся группа прошла на юг через пролив Суригао, пересекла море Минданао, обогнула южную оконечность о. Негрос и далее выдвинулась на север мимо западных берегов остров Негрос, Панай, Миндоро и, наконец, Лусона.
Когда группа достигла юго-западного побережья Лусона, она вошла в зону действия японской авиабазы на острове. Начиная с утра 5 января японские самолёты — в том числе камикадзе — атаковали соединение. USS William D. Porter поначалу не принимал активного участия, так как авиационное прикрытие группы обеспечивало эффективную защиту. Однако последний японский рейд в 16:50 сумел прорвать оборону американцев и бомбардировщики атаковали надводные цели. USS William D. Porter сумел подбить три самолёта около 17:13, но оценить тяжесть их повреждений помешали сумерки. В этой атаке от действий камикадзе серьёзные повреждения получили крейсер Louisville (CA-28) и эскортный авианосец Manila Bay (CVE-61).
Перед рассветом 6 января группа перешла в залив Лингайен для начала артподготовки. В течение дня японские самолёты производили спорадические налёты на корабли группы. Тем же вечером USS William D. Porter начал обстрел береговых батарей, прикрывающих зону высадки.
После высадки 9 января задачей эсминца стала огневая поддержка десанта, а также ночной беспокоящий огонь. Затем с 11 по 18 января USS William D. Porter вышел из залива Лингайен, защищая подходы от вторжения вражеских надводных сил. 18 января он вернулся в залив и возобновил огневую поддержку наземных сил вторжения, а также усилив противолодочную и противовоздушную оборону якорной стоянки.
3 февраля корабль обстрелял вражеские заброшенные баржи, чтобы они не могли быть использованы японцами для эвакуации или против сил вторжения. Затем он вновь вернулся к выполнению задачи ПВО и ПЛО до 15 февраля, когда эсминец покинул залив Лингайен, сопровождая в Гуам десантные корабли Lindenwald (LSD-6) и Epping Forest (LSD-4).

### Битва за Окинаву
21 марта эсминец покинул Филиппины, утром 25-го пришёл к островам Рюкю и где оказывал артиллерийскую поддержку частям 77 пехотной дивизии ВС США, высадившимся на островах Керама. С 25 марта по 1 апреля корабль обеспечивал противовоздушную и противолодочную оборону рейд Керама, так как наземные войска почти не встретили сопротивления.
К 1 апреля, когда началась атака на Окинаву, эсминец был переведён в TF54 Сил огневой поддержки и прикрытия под командованием контр-адмирала Мортона Л. Дейо. Во время службы в TF54 USS William D. Porter выполнял задачи артиллерийской поддержки наземных сил, противовоздушной и противолодочной обороны, а также боевого охранения тральщиков во время операций. В период с 1 апреля по 5 мая эсминец израсходовал свыше 8500 выстрелов главного калибра — как по наземным целям, так и во время отражения непрекращающихся авианалётов. За этот период он записывает на свой счёт ещё пять сбитых самолётов.
Постоянные налёты японской авиации с островов Кюсю и Формоза заставили американцев создать вокруг Окинавы кордон из кораблей для радиолокационного обнаружения самолётов, и «Вилли Ди», оснащённый радаром, вошёл в него. С 5 мая по 9 июня эсминец стоял на боевом дежурстве, предупреждая флот о приближающихся самолётах противника и корректируя действия своих перехватчиков. За этот период он сбил один самолёт своими силами, и истребители по его наведению уничтожили ещё семь самолётов противника.
Богатый легендами морской фольклор утверждает, что и здесь произошло ЧП. При отражении одного из авианалётов зенитчики USS William D. Porter расстреляли надстройки однотипного эсминца Luce (DD-522). Кроме того, помимо японских самолётов зенитчиками USS William D. Porter были сбиты ещё и три американских.

### Гибель
10 июня 1945 года эсминец USS William D. Porter стал жертвой атаки камикадзе. Утром в 8:15 устаревший пикирующий бомбардировщик Aichi D3A «Val», пройдя незамеченным в облаках, спикировал на корабль. Зенитчики успели повредить самолёт, и он упал рядом с бортом корабля. Однако в воде, уже под кораблём, сдетонировали подвешенные под крылом самолёта бомбы. На корабле вышли из строя паропроводы, главные энергетические установки, возник пожар. Экипаж боролся за живучесть корабля, но все усилия оказались напрасны. Через три часа командир корабля отдал приказ эвакуироваться, а ещё через 12 минут эсминец накренился на правый борт и затонул. Чудом никто из экипажа не погиб и даже не получил серьёзных травм.
Эсминец USS William D. Porter был выведен из состава флота 11 июня 1945 года.

## Интересные факты
В ВМС США корабль получил прозвище «The stupid republican» — «Тупой республиканец» за ряд нелепостей, произошедших с ним в самом начале службы, в первую очередь в связи с «покушением» (случайный пуск торпеды) на Президента Рузвельта, который был демократом.

## Награды
Эсминец USS William D. Porter был награждён четырьмя звёздами за службу во Второй мировой войне.